# Conus nigromaculatus
Conus nigromaculatus é uma espécie de gastrópode do gênero Conus, pertencente à família Conidae.